# Adramyttion
Koordinaten: 39° 29′ 52″ N, 26° 56′ 15″ O
Adramyttion (altgriechisch Ἀδραμύττιον (n. sg.)) war eine antike Stadt im Nordwesten Kleinasiens, die Vorgängersiedlung des heutigen Edremit in der Provinz Balıkesir.

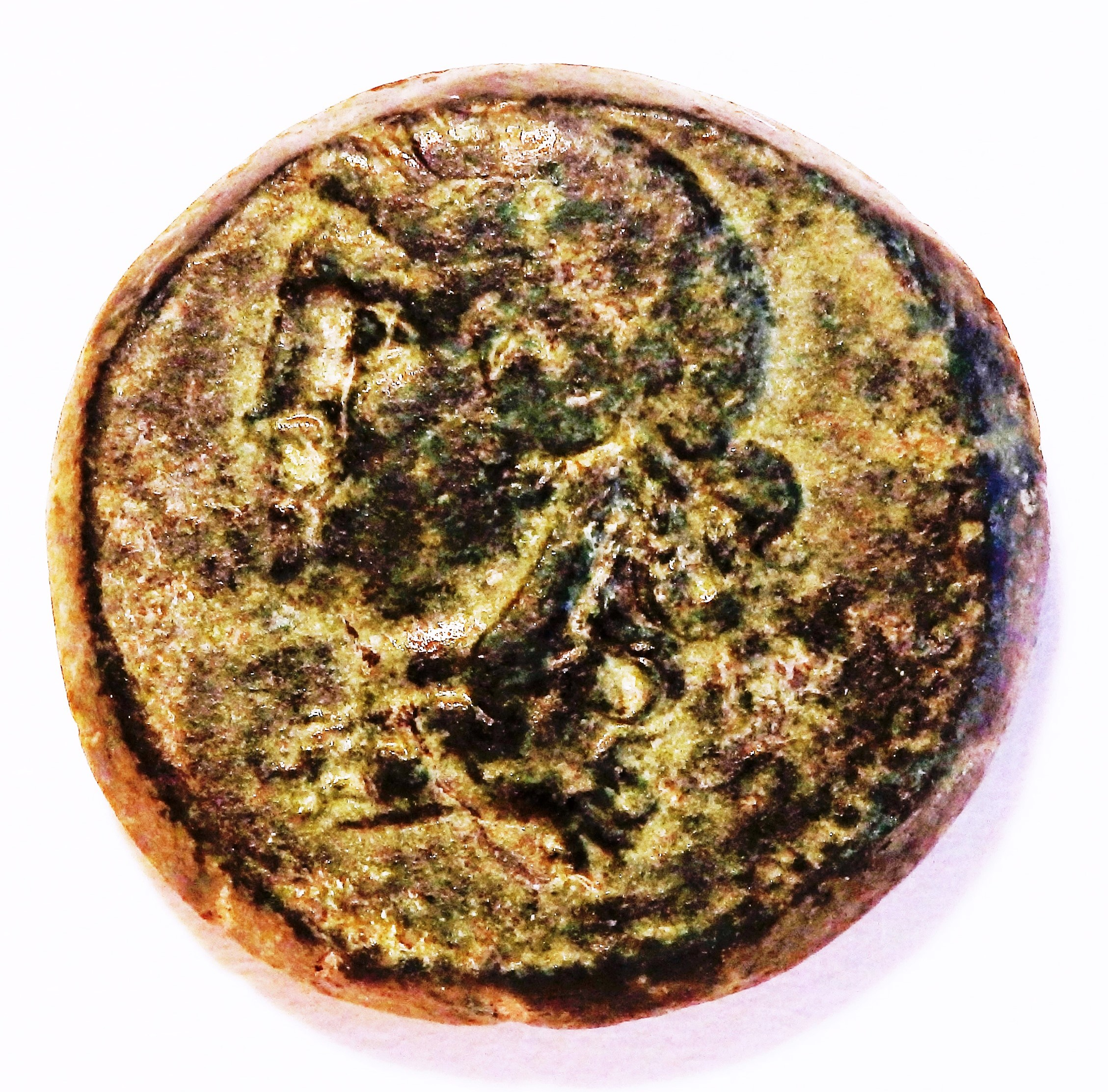
Apollo auf einer Bronzemünze aus Adramyteion, 120–80 v. Chr., Szaivert/Sear 3772

Im 19. Jahrhundert wurde Adramyttion unter dem Dorf Ören auf dem Kap Ören (früher Kap Karataş) gegenüber von Lesbos am Ostufer des gleichnamigen Golfes von Adramyttion (Edremit Körfezi) lokalisiert. 

## Geschichte
Die Informationen zur Frühgeschichte, vor allem zu eventuellen Vorgängersiedlungen, sind widersprüchlich. Umstritten ist etwa, ob die Gründung auf thrakische oder lydische Initiative zurückging. Laut Stephanos Byzantios war Adramys, der Bruder des lydischen Königs Kroisos, Gründer der Stadt. Ihre Bedeutung verdankte die Stadt ihrer exponierten Lage, die es erlaubte, sowohl wichtige See- als auch Landwege zu kontrollieren, und dem sicheren Hafen. Über Jahrhunderte war Adramyttion als Warenumschlagplatz für die Erzeugnisse der Ebene von Thebe und der Wälder des Ida bedeutend.

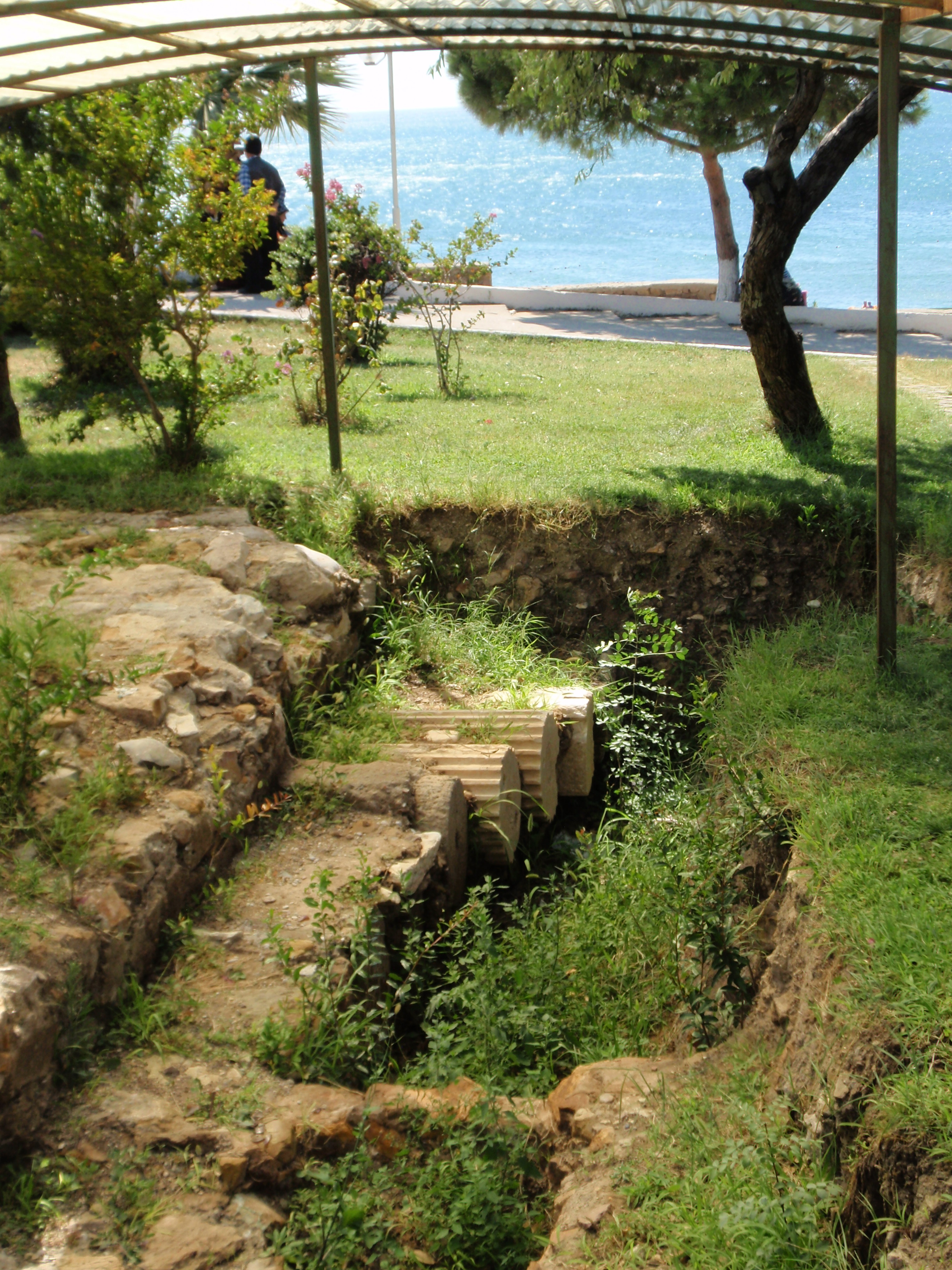
Dorische Säulen des Apollon-Tempels

Es ist anzunehmen, dass die Stadt im lydischen Reich eine wichtige Rolle spielte. So war Kroisos vor seiner Thronbesteigung Archon der Stadt. 422 v. Chr. wurde die Stadt durch die Aufnahme von Verbannten aus Delos, die von den Athenern vertrieben worden waren, mit Genehmigung des Satrapen von Daskyleion hellenisiert. Deshalb taucht Adramyttion manchmal in den Quellen auch als „Griechenstadt“ auf. Zu einem nicht genau zu rekonstruierenden Zeitpunkt besiedelten (nach Strabon) auch Athener die Stadt. 411 v. Chr. wurde unter der Führung von Arsakes, einem Untergebenen des Satrapen Tissaphernes, ein Massaker unter der griechischen Bevölkerung – vor allem der Oberschicht – der Stadt verübt. Trotzdem konnte der griechische Einfluss nicht zurückgedrängt werden. Die Verfassung Adramyttions gehört zu denen, die Aristoteles in seine Sammlung aufnahm.

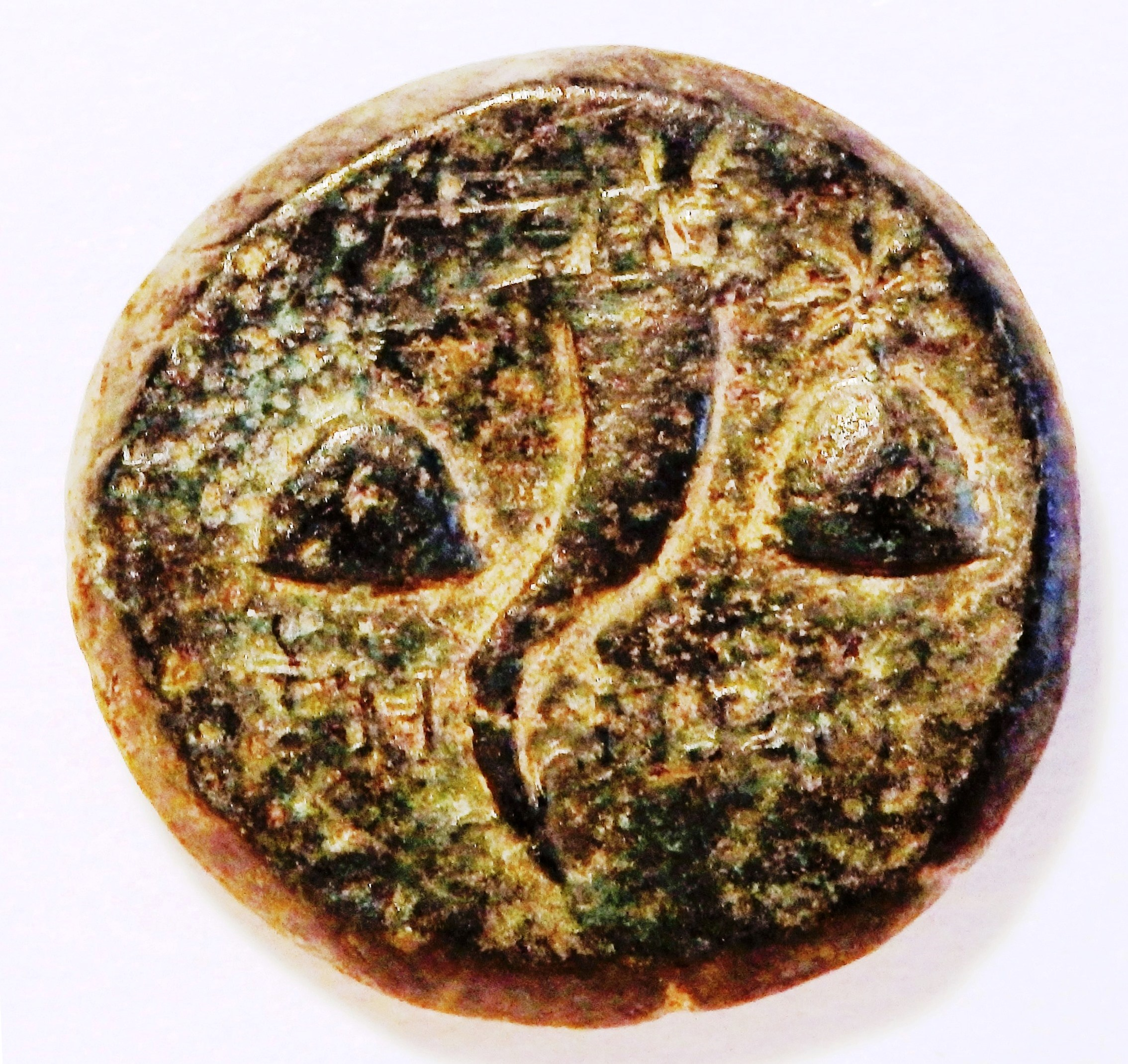
Füllhorn zwischen Dioskurenkappen auf einer Bronzemünze aus Adramyteion, Szaivert/Sear 3772

Während des Satrapenaufstandes war Adramyttion Zufluchtsort des Ariobarzanes, weshalb die Stadt 366 v. Chr. durch Autophradates belagert wurde. 362/361 v. Chr. wurden in der Stadt Münzen mit dem Bildnis des Aufständischen Orontes I. geprägt. Auch in der hellenistischen Zeit war Adramyttion aufgrund seiner strategischen Lage häufig Schauplatz von kriegerischen Auseinandersetzungen, so 302 v. Chr. durch Prepelaos (Eroberung), 201 v. Chr. durch Philipp V. (Plünderung) und 190 v. Chr. durch Antiochos III. Vor letzterem wurde die Stadt durch eine römische Flotte gerettet. Die Römer schlugen die Stadt dann auch dem Reich der Attaliden von Pergamon zu. Unter den Attaliden wurde die Stadt zu einem Verwaltungszentrum einer dioíkēsis ausgebaut. Sie konnte dabei stark von der Gebietszunahme durch die Zuschlagung von Thebe, Lyrnessos und Iolla profitieren. Zunächst unterstützte die Stadt Mithridates VI. und war ein Ort des Italiker-Massakers, was ein römisches Strafgericht nach sich zog. 84 v. Chr. erhoben sich die Bewohner erfolgreich gegen Mithridates. Als die Römer das Gebiet eroberten und neu ordneten, wurde Adramyttion zum Hauptort eines conventus, 75 v. Chr. schließlich Sitz des portorium Asiae. 
Die eigenständige Münzprägung der Stadt endete während der Regentschaft des Kaisers Gallienus. Ab 431 und vor allem in byzantinischer Zeit war die Stadt Bischofssitz. Die lange in trajanische Zeit datierte Aufgabe des Hafens Karatsch wegen Versandung erfolgte jedoch erst um 1100. Der Name der Stadt lebt im Namen der 15 km entfernten Nachfolgesiedlung Edremit weiter.
Adramyttion ist Fundort eines römischen Senatsbeschlusses aus dem Jahr 129 v. Chr., in dem es um einen Streit zwischen Publicani und Pergamon ging. Bekannt waren in römischer Zeit auch Werftanlagen und eine Rhetorikerschule. Es ist auch eine jüdische Gemeinde nachgewiesen. Aus Adramyttion kam das Schiff, in dem der gefangene Apostel Paulus zur Reise nach Rom eingeschifft wurde (Apg 27, 2).